# 無指向性無線標識

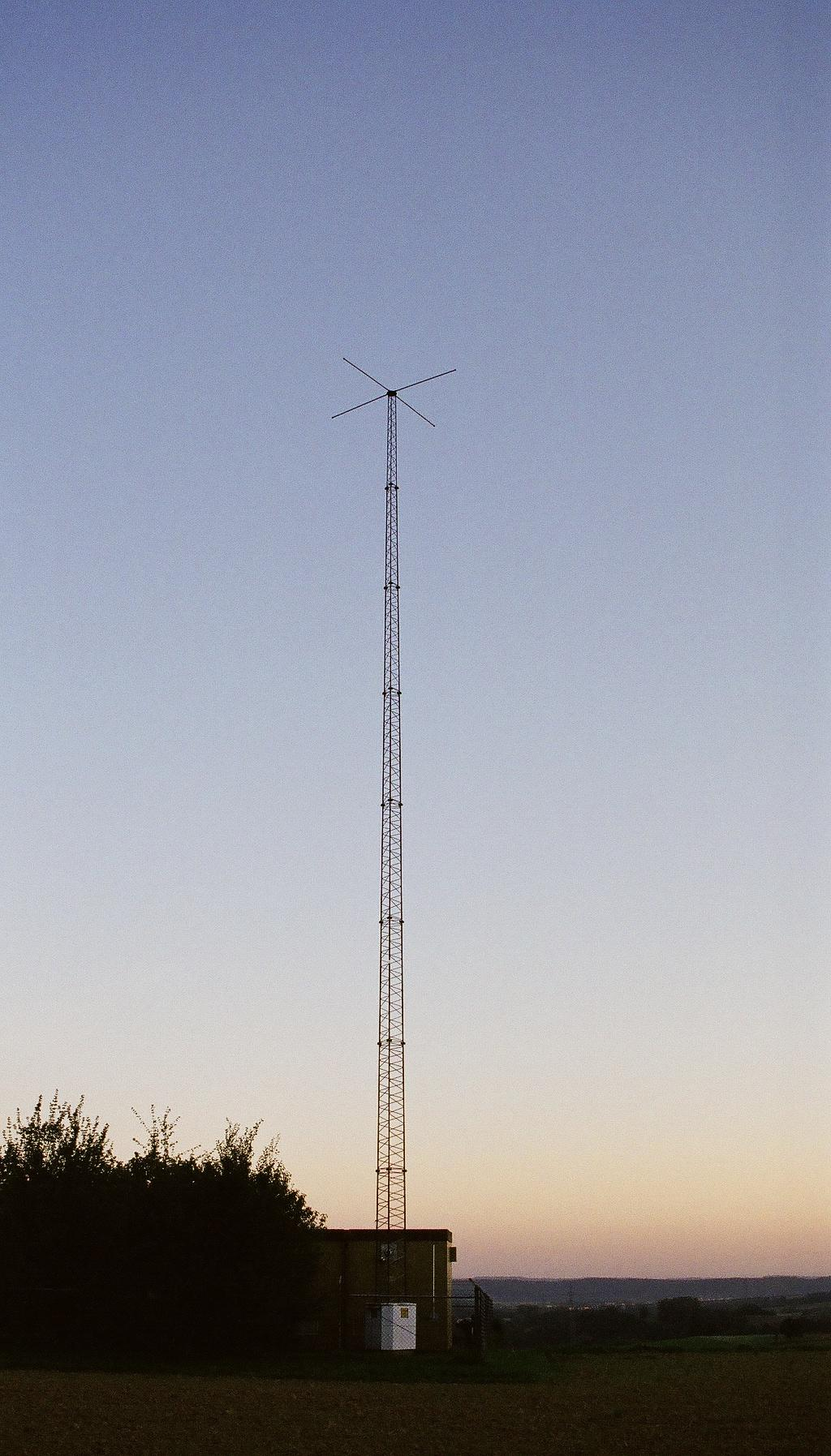
ドイツのLeimen-Ochsenbach NDB局(ID:NKR)の送信アンテナ

航空図上でNDBを示す図記号。中空の四角が重ねて描かれている場合は、DMEが併設されていることを示す。

無指向性無線標識（むしこうせい むせんひょうしき、英: non-directional (radio) beacon、NDB）は、主に中波を用いて航空機の航法援助を行う無線標識。標識局では、全方向に無指向性の電波を発射している。航空機上でADF（自動方向探知機）を用いることにより、無線標識の方向を探知する。また、2個以上の無線標識局を探知することにより、現位置が判明する。近年では同様の情報が得られより精度が高いVORに置き換えられつつある。

## 動作

### 基本原理
位置が既知の2つの標識がある場合、標識へのそれぞれの角度を知ることで三角測量により現在位置を知ることができる。
この航法の基本原理に基づいて設置されたのがNDBである。
NDB局は、モールス符号によるコールサイン（英字1～3字）を振幅変調(AM)して送信しており、緯度・経度も公開されている。
なおVOR局2つの場合はNDB局2つを用いるのと同様の測位原理であるが、VORと多く併用されるDMEを用いれば1つの局との角度・距離によって測位できる。
NDB局の使用する周波数は、国際電気通信連合(ITU)が無線航行用として分配するものの中にあり、ITUが定める地域により異なるが160kHzから535kHz、1605kHzから1800kHzの中から分配
される。これらの周波数の間には中波放送の周波数がある。
航空機側では方位を知ることができる受信設備が必要で、現在はADFを1つないし2つ装備していればNDBを利用した航法が可能である。何らかの理由でNDBが利用できない非常の場合は、中波放送局を受信できるならば同じ原理で方位を知ることも可能である。
NDBがVORに比べ精度が低い理由は、主に後述の中波の直進性が低い、航空機側の方向探知の誤差が大きいということによる。

### 設置・運用
NDB局の多くは50W以上の出力をもち、中には2kW以上の局もある。出力が大きければ遠くから受信することはできるが、中波は超短波に比べ直進性が低いため、山などの回込みやマルチパスによる誤差には注意を要する。この点は超短波を利用したVORと逆のメリット・デメリットになる（超短波は直進性は強いが回込みが起きにくいため山の陰では受信できない。）。
他の航法技術の発展に伴い、無線局は順次廃止されてきており、日本国内に2004年1月時点では、国土交通省管理施設が54ヶ所あったが、2006年1月には46ヶ所、2011年3月には25ヶ所となった。
軍事用としては友軍機の航法支援として、無線設備をトラックなどに搭載して任意の地点に接地できるモバイルNDBが利用されており、陸上自衛隊では航法援助装置 JMRM-A2を保有している。

### 利用方法
航空機側の受信機には、方位計と連動する任意の方向に指向性をもつバーアンテナまたはループアンテナが必要である。
最も簡単には、この指向性アンテナを回転し、受信強度が最強となる方位（または最弱となる方位の直角方位）が局の方位ということになる。
ADFは指定された周波数の信号を受信し、アンテナの方向をサーボ制御することで、自動的に方位を検出する。
ADFに最も用いられるループアンテナの指向特性は、最強付近より最弱付近の角度の方が急峻であるため、電波が受信できなくなる方位にアンテナを向けるサーボ制御により局の方位を知る（この場合、音声出力用の受信機はもう1つ、方向探知用のアンテナと直角に指向性をもったアンテナを装備したものが必要になる。）。
これらの方式では、180度異なる方位は同一として表示されることになるが、2局のいずれかまたは両方が180度逆の方向にあると表示されたとしても、測位する場合に支障はない（2本の直線の交点は一意に決まる）。
ADFでは検出された局の方位を、計器盤の方向指示器(relative bearing indicator、RBI)に表示する。ADFを2機装備していれば、測位に必要なNDB局2つのそれぞれの方角をリアルタイムで追うこともできる。
航空機側の受信機には音声出力もあり、コールサインを確認することによっても目的の局を受信しているかが分かる。
受信機の周波数には中波放送を含んでいるので、上記に非常時に利用可能と記した中波放送局の場合は、放送内容を確認することで目的局を確認できる。
中波放送局は航空地図上に記載されていないため、放送局の送信所の緯度・経度を知ることも必要であり、例えば航空情報マニュアルなどにその情報がまとめられている。
最も簡単な測位方法を右図に示す。航空機の受信機からみてNDB局1が080度（260度でも同じ）の方位に、NDB局2が200度（020度でも同じ）にみえるとき、地図上で赤・青2本の直線を引けば、交点(FIX)の位置が求まる。
この他の利用方法としては、NDB局を航空機の進行方向から相対的にみて常に同じ方角になるように飛ぶと螺旋状に接近していくことを利用したホーミング航法（最も簡単には航空機前方に常に見据えて飛ぶと、風に流された場合でもNDB局に到達する。）、滑走路両端（またはその延長）の2つのNDB局への方位が重なるように進入する着陸方式などがある。

## 無線局としてのNDB
日本では、無線標識局という種別で免許され、周波数は航空無線航行業務の無指向性無線標識用として160kHzから415kHz、1606.5kHzから1800kHzの中から割り当てる

ものとしている。具体的な周波数や位置は総務省令無線局運用規則第178条および第182条に基づき告示される。